# Александре Енріке Сілва Клейтон
Александре Енріке Сілва Клейтон або просто Клейтон (порт. Alexandre Silva Cleyton, * 8 березня 1983, Жакареї, Бразилія) — бразильський футболіст, півзахисник «Панатінаїкоса». Також має громадянство Греції.
2010 року відіграв десять матчів у складі донецького «Металурга».

## Кар'єра
Вихованець бразильської футбольної команди «Джакарел». Професійну кар'єру розпочав у Греції, де протягом 2002—2006 грав за нижчолігові команди «Мессініакос» та «Аполлон» (Каламарія).
2006 року приєднався до складу представника елітної Грецької Суперліги клубу «Лариса», допоміг команді здобути перемогу у розіграші Кубка Греції 2007 року. В сезоні 2007-08 разом з командою брав участь у розіграші Кубка УЄФА.
Влітку 2008 року перейшов до одного з грецьких футбольних грандів — клубу «Панатінаїкос». В сезоні 2008-09 досить регулярно виходив на поле у складі команди, однак наступного сезону, у якому «Панатінаїкос» зробив дубль, вигравши чемпіонат і Кубок країни, з'являвся на полі лише у декількох матчах.
У серпні 2010 року приєднався до клубу української вищої ліги «Металург» (Донецьк) на умовах оренди до кінця сезону 2010-11. Дебютувув в Україні грою проти криворізького «Кривбаса» 11 вересня 2010 року. На 7-й хвилині своєї дебютної гри за нову команду відзначився забитим голом. Також взяв участь і в другому м'ячі «Металурга» у цій зустрічі, яка завершилась нічиєю 2:2, — після удару Клейтона зі штрафного м'яч потрапив у каркас воріт і був добитий у ворота нападником Мусавенкосі Мгуні. Однак наприкінці року, відігравши за «Металург» лише у 10 офіційних зустрічах, повернувся до «Панатінаїкоса».
Влітку 2012 року перейшов у турецький «Кайсеріспор», де провів півтора року, після чого 22 січня 2014 року Клейтон був підписаний загребським «Динамо», куди йому порекомендував перейти колишній тренер «Кайсеріспора» Роберт Просинечки. У Хорватії Клейтон забив 1 гол у шести матчах за клуб і допоміг команді вкотре здобути національне чемпіонство.
2 вересня 2014 року Клейтон підписав річний контракт з грецьким «Ксанті», з яким в першому ж сезоні дійшов до фіналу національного кубка.

## Досягнення
- Чемпіон Греції (1):

«Панатінаїкос»: 2009-10
- Володар Кубка Греції (1):

«Лариса»: 2006-07
«Панатінаїкос»: 2009-10